# Kolk 20-22

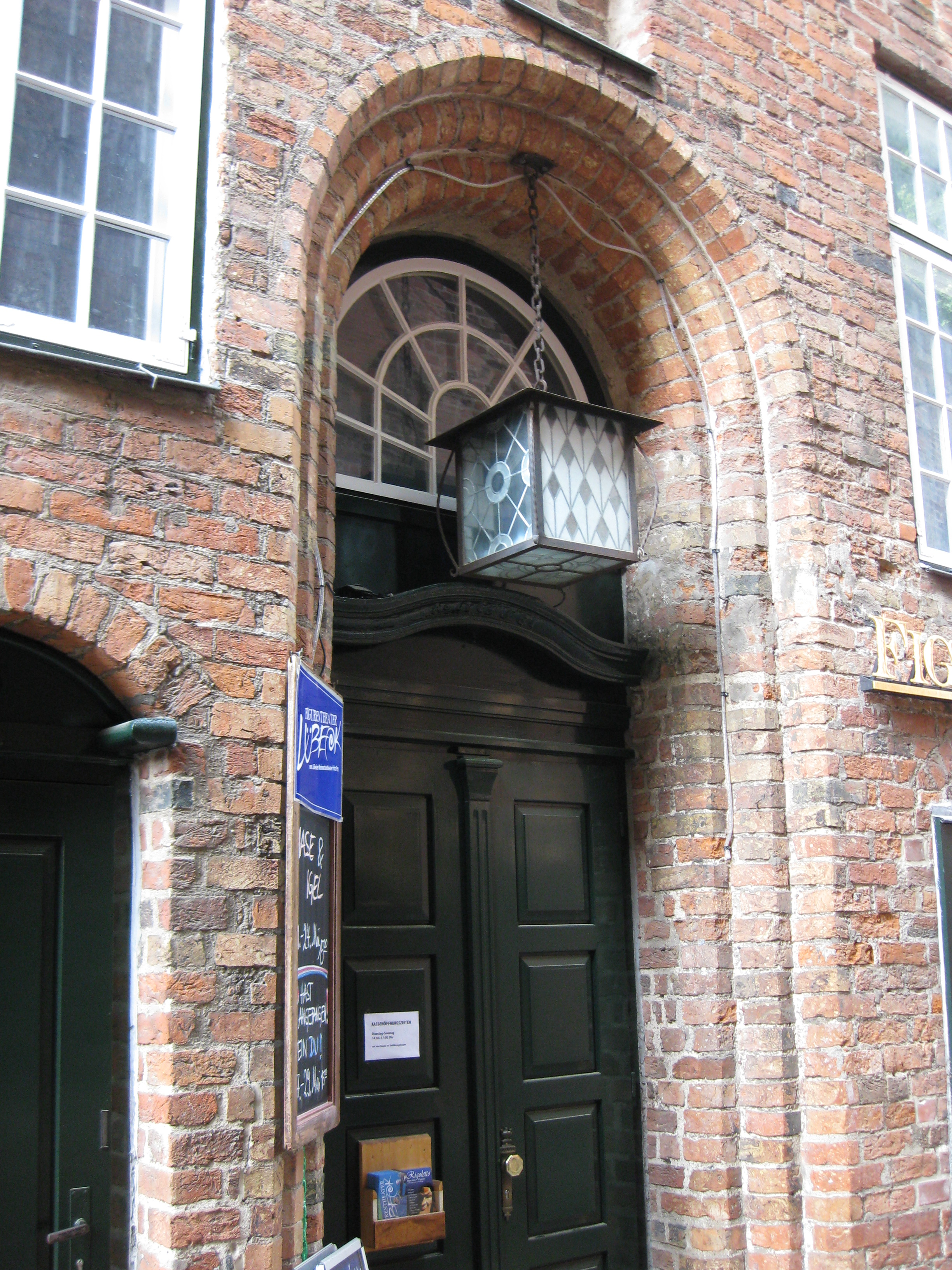
Portal des Hauses Kolk 20-22

Das Gebäude Kolk 20-22 ist ein denkmalgeschütztes Gebäude im Weltkulturerbe der Lübecker Altstadt.

## Bau- und Eigentümergeschichte
Das Eckgrundstück Kolk 20-22 / Kleine Petersgrube 1–3 wurde im Jahr 1294 erstmals als bebautes Grundstück erwähnt. Es wurde bis 1587 als ein Grundstück mit der heutigen Liegenschaft Kleine Petersgrube 5 geführt. Der Komplex wurde 1334 als To dem Kolke nach dem damaligen Eigentümer Gerhard vom Kolke benannt, der das Anwesen 1327 gekauft hatte und bis heute für die Namensgebung prägend ist.
Das Gebäude mit seinem Backsteintreppengiebel zeigt heute nach außen die Bauform der Backsteinrenaissance, die in diesem Falle in der Zeit um 1600 geprägt wurde. Die Rundbögen der Giebelfenster sind noch gotisch geprägt. Das schöne Portal des Hauses an der Straße Kolk ist eine spätere Hinzufügung aus dem 17. Jahrhundert. Das Gebäude wurde 1977 durch die Grundstücksgesellschaft „Trave“ als Sanierungsträger der Hansestadt Lübeck umfassend überarbeitet. Im Inneren fand eine Umnutzung der Obergeschosse als Studentenwohnheim für die nahe gelegene Musikhochschule in der Großen Petersgrube statt. Erdgeschoss und das erste Obergeschoss beherbergen seither das Lübecker Figurentheater mit seiner Bühne und etwa 100 Plätzen im Zuschauerraum.
Das Äußere des Gebäudes steht seit 1967 unter Denkmalschutz. Das Gebäude gehört heute der Possehl-Stiftung in Lübeck.

## Heutige Nutzung als Figurentheater
Das von dem Puppenspieler Fritz Fey senior begründete Lübecker Figurentheater verfügt heute über kein eigenes Ensemble mehr, es wird vielmehr seit 2006 von dem ursprünglich aus Berlin stammenden Ensemble des Kobalt Figurentheater Lübeck als Stammensemble bespielt. Daneben finden Gastspiele anerkannter deutscher und internationaler Puppenspieler statt. Gemeinsam mit dem benachbarten Theaterfigurenmuseum Lübeck bildet das Haus einen der kulturellen Erlebnispunkte der Lübecker Altstadt.